# 3159
Tremilacentocinquantanove  è il numero naturale dopo il 3158 e prima del 3160.

## Proprietà matematiche
- È un numero dispari.
- È un numero composto, da 12 divisori: 1, 3, 9, 13, 27, 39, 81, 117, 243, 351, 1053, 3159. Poiché la somma dei divisori (escluso il numero stesso) è 1937 < 3159, è un numero difettivo.
- È un numero congruente.
- È un numero di Friedman nel sistema numerico decimale.
- È un numero odioso.
- È un numero nontotiente in quanto dispari e diverso da 1.
- È parte delle terne pitagoriche (1188, 3159, 3375), (1215, 2916, 3159), (2520, 3159, 4041), (3159, 4212, 5265), (3159, 6480, 7209), (3159, 9588, 10095), (3159, 14040, 14391), (3159, 20412, 20655), (3159, 29440, 29609), (3159, 42588, 42705), (3159, 61560, 61641), (3159, 127920, 127959), (3159, 184788, 184815), (3159, 383812, 383825), (3159, 554400, 554409), (3159, 1663212, 1663215), (3159, 4989640, 4989641).

## Astronomia
- 3159 Prokof'ev è un asteroide della fascia principale del sistema solare.
- NGC 3159 è una galassia nella costellazione del Leone Minore.
- IC 3159 è un oggetto celeste.